# Angel Flukes
Angel Valentine Flukes (* 12. April 1988 in Plymouth) ist eine britische Sängerin, Reality-TV-Teilnehmerin und Model.

## Werdegang
Sie gewann im Dezember 2016 die zehnte Staffel der deutschen Castingshow Das Supertalent. Flukes bewarb sich zuvor 2005 in der britischen Casting-Show The X Factor, wo sie es bis ins finale Bootcamp schaffte. In der 13. Staffel der Sendung Deutschland sucht den Superstar scheiterte Flukes 2016 im Recall-Finale.
Sie nahm an mehreren Modelwettwerben teil, beispielsweise am FHM-Wettbewerb Holiday Honeys 2010. Gelegentlich trat sie in Fernsehsendungen auf, unter anderem  2015 in der ITV-Serie Love Island. Zuvor wirkte sie auch in einer Folge in der UK-Version von Date My Mom mit.
Flukes lebt in Calvià.

## Diskografie
Singles
- 2016: Going Out Tonight[8]
- 2018: Magic - Angel Flukes & SOS Project
- 2018: No Games - Angel Flukes & SOS Project
- 2020: Magic 2020 - Angel Flukes & SOS Project